# Katsjkanar
Katsjkanar (Russisch: Качканар) is een Russische stad ten oosten van de Oeral in de Centrale Oeral aan de kruising van de rivieren de Isy en Vyi (stroomgebied van Ob) op 205 kilometer ten noorden van Jekaterinenburg. Katsjkanar is vernoemd naar de 878,8 meter hoge berg iets ten noorden van de plaats. De naam van de berg komt van een combinatie van het Turkse 'Katsjka' ("kaal") en 'nar' ("Kameel") en zou misschien kunnen betekenen "kale berg die qua vorm op een kameel lijkt".

## Geschiedenis
Katsjkanar werd gesticht in 1958 toen begonnen werd met het delven van een titanium-magnetiet-ertslaag in de Katsjkanarberg. Een jaar later werd Katsjkanar een nederzetting met stedelijk karakter en in 1968 kreeg het de stadstatus.
De mijnbouw raakte in de jaren 90 in de problemen door de economische crisis en door conflicten tussen het management.
De stad richt zich vooral toe op activiteiten die te maken hebben met de mijnbouw en heeft verder een fabriek waar radio's worden gefabriceerd.
Het belangrijkste bedrijf is de ijzerertsverwerker Katsjkanarski Gorno-Obogatitelny Kombinat, onderdeel van de Evrazgroep.

## Demografie
| Ontwikkeling van het inwoneraantal |      |        |        |        |        |
| Jaar                               | 1959 | 1970   | 1979   | 1989   | 2002   |
| Bevolking                          | 4000 | 33.000 | 41.300 | 48.500 | 44.700 |